# Nephrotoma puncticornis
Nephrotoma puncticornis är en tvåvingeart som först beskrevs av Enrico Adelelmo Brunetti 1912.  Nephrotoma puncticornis ingår i släktet Nephrotoma och familjen storharkrankar. Inga underarter finns listade i Catalogue of Life.